# 普罗克希诺站
普羅克希諾站（羅馬化：Proskshino）是一個莫斯科地鐵車站，屬於索科利尼基線，已在2019年6月21日連同該線延長段一同啟用。
此站將位於莫斯科西南面新莫斯科行政區索先斯基定居點的科穆納爾卡地區。此站是地面車站。普羅克希諾站的站名來自車站所在地以前的一條舊村莊名稱。

## 歷史
莫斯科市政府起初只計劃將路線延長至菲拉托夫草地一帶，但2016年2月市政府宣佈延長至斯托爾波沃。起初費用為約450億盧布。2017年7月，市政府確定延長段繼續推進，容許工程繼續進行。
2017年3月，市政府開始在車站預定地整地方便進行工程。
市政府預計在2022年完成一條電車線，由此站前往特羅伊茨克。

## 設計
車站將設有一個大堂，高速公路兩側都有入口。乘客將通過公路上方的天橋進入車站。

## 相邻车站
| 上一站           | 莫斯科地铁 | 莫斯科地铁   | 莫斯科地铁 | 下一站                           |
| ---------------- | ---------- | ------------ | ---------- | -------------------------------- |
| 榿木往科穆纳尔卡 |            | 索科利尼基线 |            | 菲拉托夫草地往罗科索夫斯基林荫路 |